# Kuma he
Kuma he (of ook wel Kuma hé) is het zevende album van de Vlaamse meidengroep K3. Het album verscheen op 3 oktober 2005 in België en Nederland. Het album is de opvolger van De wereld rond uit 2004 en was in de voorverkoop al goed voor meer dan 50.000 verkochte exemplaren.
Op 27 juni 2005 kwam de single Kuma he uit in België en Nederland. De single was een groot succes in beide landen. Op 5 september 2005 kwam de tweede single van het album uit, Borst vooruit.

## Singles
| Single met eventuele hitnotering(en) in de Nederlandse Top 40 | Datum van verschijnen | Datum van binnenkomst | Hoogste positie | Aantal weken | Opmerkingen |
| ------------------------------------------------------------- | --------------------- | --------------------- | --------------- | ------------ | ----------- |
| Kuma he                                                       | 2005                  | 09-07-2005            | 2               | 9            |             |
| Borst vooruit                                                 | 2005                  | 08-10-2005            | 31              | 4            |             |

| Single met hitnotering(en) in de Vlaamse Ultratop 50 | Datum van verschijnen | Datum van binnenkomst | Hoogste positie | Aantal weken | Opmerkingen |
| ---------------------------------------------------- | --------------------- | --------------------- | --------------- | ------------ | ----------- |
| Kuma he                                              | 27-06-2005            | 02-07-2005            | 2               | 20           |             |
| Borst vooruit                                        | 05-09-2005            | 24-09-2005            | 13              | 6            |             |

## Tracklist
1. Kuma he
2. Borst vooruit
3. Shakalaka
4. Antwoordapparaat
5. Alle baby's
6. Zonnestraaltje
7. Eerste kus
8. Lawine
9. Duizend deuren
10. Superformidastisch
11. Puppy love
12. Vrij